# Гривки (Екатериновский район)
Гривки — село в Екатериновском районе Саратовской области России. Входит в состав Коленовского муниципального образования. Основано в 1850 году.

## География
Село находится в северной части Саратовского Правобережья, в пределах Окско-Донской равнины, в степной зоне, на берегах реки Большой Аркадак, на расстоянии примерно 18 км (по прямой) к юго-западу от посёлка городского типа Екатериновка. Абсолютная высота — 171 м над уровнем моря.
Климат
Климат характеризуется как континентальный с холодной малоснежной зимой и сухим жарким летом. Среднегодовая температура воздуха — 4,6 °C. Средняя многолетняя температура самого холодного месяца (января) составляет −13 °С (абсолютный минимум — −43 °С), температура самого тёплого (июля) — 20 °С (абсолютный максимум — 40 °С). Средняя продолжительность безморозного периода 140—150 дней. Среднегодовое количество атмосферных осадков — 500 мм, из которых 225—320 мм выпадает в период с апреля по октябрь. Снежный покров держится в среднем 130—140 дней в году.
Часовой пояс
Село Гривки, как и вся Саратовская область, находится в часовой зоне МСК+1. Смещение применяемого времени относительно UTC составляет +4:00.

## Население
| 2002 | 2010 |
| ---- | ---- |
| 185  | ↘138 |

Половой состав
По данным Всероссийской переписи населения 2010 года, в половой структуре населения мужчины составляли 47,1 %, женщины — соответственно 52,9 %.
Национальный состав
Согласно результатам переписи 2002 года, в национальной структуре населения русские составляли 97 % из 185 чел.

## Известные уроженцы
- Будкин, Пётр Ильич (1921—1987) — советский художник.
- Егоров, Владимир Егорович (1927—1990) — советский скульптор. Заслуженный работник культуры РСФСР.
- Кузьмин, Иван Георгиевич (род. 1957) — российский политический и государственный деятель.
- Старшинов Владимир Васильевич (1918 -- 1991) -- советский художник.